# Masao Arai
Masao Arai (japonès: 荒井政雄)  (prefectura de Yamaguchi, 6 de juny de 1949 - 9 de novembre de 2024) fou un lluitador japonès, especialista en lluita lliure, que va competir durant la dècada de 1970.
El 1976 va prendre part en els Jocs Olímpics d'Estiu de Montreal, on guanyà la medalla de bronze en la competició del pes gall del programa de lluita lliure. En el seu palmarès també destaca una medalla d'or en el Campionat del Món de 1975.